# Pepe (cântăreț)
Ionuț Nicolae Pascu (n. 20 iulie 1979, București, România), cunoscut sub numele de scenă Pepe, este un muzician, compozitor, producător, interpret, actor și prezentator de televiziune, de etnie romă.

## Carieră
A studiat, între anii 1993-1998, cursul de canto-clasic de la Școala populară de artă, sub îndrumarea profesorului, criticului muzical și compozitorului Camelia Dăscălescu. Ca să-mi plătesc lecțiile de canto, eu am muncit pe brânci. Am făcut o grămadă de lucruri: am filmat pe la nunți și alte petreceri private, am fost 
ospătar, vânzător de haine sau de cafea... Niciodată nu mi-a fost rușine ...,  după cum spunea într-un interviu.
A debutat în 1996 la Ploiești, la un festival de muzică ușoară, unde a obținut premiul trei. Dar succesul a venit în 1999, când a devenit solistul fostei trupe „Latin Express”,  care a introdus pentru prima dată stilul flamenco în România. În vara anului 1999, „Latin Express” a câștigat premiul I la festivalul de muzică ușoară de la Amara, iar ulterior locul II la festivalul de muzică ușoară de la Mamaia, cu piesa „Nu te mai doresc”. 
A urmat un videoclip, și după aceea albumul "Pasiune".
Din 2000 până în prezent, evoluează individual sub numele Pepe, fiind unul dintre cei mai apreciați cântăreți de muzică latino din România.
În cariera solo, a lansat următoarele albume:
- Pepe, 2001
- Îmi place, 2002
- Cine te iubește? 2002
- Inimă nebună, 2004
- Fericire și tristețe, 2007
- Aruncă-mi o privire, 2011

Și un CD Single
Amor Gitano, 2003 
În 2004, a compus cântecul „Numai iubirea” de pe coloana sonoră a primei telenovele românești de succes Numai iubirea.
A fost prezentator și producător al emisiunilor de televiziune „Îndrăgostește-mă de tine” (Acasă TV) și „100% adevărat” (OTV).
A participat la emisiunea Te cunosc de undeva! pe Antena 1, este jurat la „Next Star” pe Antena 1 și este prezentator la emisiunile „Splash! Vedete la Apă” pe Antena 1 și la „Națiune, te cunosc!” la Prima tv.

## Filmografie
- Usturoi (2014)[9]
- Zăpadă, Ceai și Dragoste (2021)